# Barcode Brothers
Barcode Brothers là một bộ đôi nhạc trance người Đan Mạch bao gồm hai thành viên Christian Møller Nielsen và Anders Øland. Nhóm được công chúng biết đến với các bản hit nhạc bay lắc như "Dooh Dooh", "Flute" và "SMS", cũng như phát hành hai album phòng thu trước khi tan rã vào năm 2004.

## Danh sách đĩa nhạc

### Album
- Swipe Me (năm 2000)
- BB02 (năm 2002)

### Đĩa đơn
- "These Boots Are Made For Walking" (năm 1998)
- "Dooh Dooh" (năm 1999)
- "Tele" (năm 2000)
- "Train" (năm 2000)
- "It's a Fine Day" (năm 2000)
- "Flute" (năm 2000) - thường được dùng làm nhạc hiệu thể dục aerobics tại Việt Nam
- "SMS" (năm 2002)

### Bản phối lại
- Balearic Bill - "Destination Sunshine" (Barcode Brothers Remix) (năm 1999)
- Star - "Heaven's on Fire" (Barcode Brothers Fire Mix) (năm 1999)
- Star - "This Is My Life" (Barcode's Club) (năm 1999)